# Píseň o Sasech
Píseň o Sasech (La Chanson des Saisnes). často jen Sasové (Les Saisnes) je francouzský středověký hrdinský epos, jeden z tzv. chansons de geste, patřící do Karolínského (královského) cyklu. Píseň napsal v alexandrínech v letech 1180 až 1202 arraský truvér Jean Bodel na základě staršího, dnes již ztraceného eposu Guiteclin de Sassoigne z poloviny 12. století, o kterém je zmínka v norském prozaickém zpracování Královského cyklu Karlamagnús saga.
Epos je založen na skutečné události, na válce Karla Velikého se Sasy v letech 772–804 vedené s cílem jejich christianizace, není však historicky příliš přesný. Sasové jsou v eposu muslimové a děj písně je umístěn do roku 778 po bitvě v pyrenejském průsmyku Roncevaux (ve které padl rytíř Roland), ačkoliv popisované tažení se odehrálo až v roku 785.

## Předmluva: Témata hrdinských eposů
Bodel v předmluvě jako první rozdělil západoevropskou hrdinskou epiku na tři látky neboli tematické cykly:
- britská – artušovský cyklus, boj Britů proti Anglosasům, keltská Británie a Bretaň
- francouzská – Chansons de geste, doba Karla Velikého a boj proti Saracénům
- římská – antická témata, trojská válka, Alexandr Veliký

## Obsah eposu
Epos vznikl již pod silným vlivem rytířského románu, takže je v něm kladen větší důraz na milostné zápletky než na popis válečných událostí. Sasové, vedení Guiteiclinem (historický Widukind), se po bitvě v průsmyku Roncevaux vzbouří, protože předpokládají, že je král Karel Veliký oslaben. Vtrhnou na franské území vpravo od Rýna. Karel Veliký povolá své barony, se kterými nad Guiteiclinen zvítězí. Guiteiclin v rozhodující bitvě padne (na rozdíl od Widukinda, který uznal porážku a nechal se pokřtít).
Baudoina, Rolandova bratra a synovce krále Karla, miluje Guiteiclinova manželka Sibille. Guiteiclinova neteř Helisanda zase miluje rytíře Bérarda de Montdidier. Během války trvající dva roky se milenci spolu scházejí a rytíři získávají od svých milenek informace o úmyslech Sasů. Po Guiteiclinově smrti obdrží Baudoin Sasko a se Sibille, která přijala křesťanství, se ožení. Sasové, vedení Guiteiclinovými syny, se opět vzbouří a oblehnou Baudoina v Trémoigne (Dortmund). Karel Veliký mu přispěchá na pomoc. Baudoin v bitvě zabije jednoho z Guiteiclinových synů, ale sám padne. Karel veliký vezme druhého Guiteiclinova syna, Dyalase, do zajetí. Truchlící Sybille odchází do kláštera. Dyalas se nechá pokřtít a dostane od Karla Velikého Sasko.